# Snorup
Snorup er en lokalitet lidt sydvest for den vestjyske by Tistrup.
Snorup var i Jernalderen mellem år 200 og 600 centrum for udvinding af jern af myremalm. Siden har store slaggeblokke på 100-500 kg ligget i vejen for markredskaber mange steder på egnen. I 1985 indledtes en større undersøgelse af området, hvor mere end 9000 jernudvindingsovne er påvist.
Arkæologerne Olfert Voss, Lene Høst-Madsen og Lene Behrmann Frandsen har udgravet et større antal af ovnene.
Snorup Bæk flyder gennem Anlægget vest for Tistrup og mod syd ud i Linding Å.